# Psittacella brehmii
Il pappagallo tigrato di Brehm (Psittacella brehmii) è un uccello della famiglia degli Psittaculidi, endemico della Nuova Guinea.